# Maruina vidamia
Maruina vidamia és una espècie d'insecte dípter pertanyent a la família dels psicòdids que es troba a Costa Rica.